# Montrabé
Montrabé – miejscowość i gmina we Francji, w regionie Oksytania, w departamencie Górna Garonna.
Według danych na rok 1990 gminę zamieszkiwało 2347 osób, a gęstość zaludnienia wynosiła 449 osób/km² (wśród 3020 gmin regionu Midi-Pireneje Montrabé plasuje się na 145. miejscu pod względem liczby ludności, natomiast pod względem powierzchni na miejscu 1469.).

## Zabytki

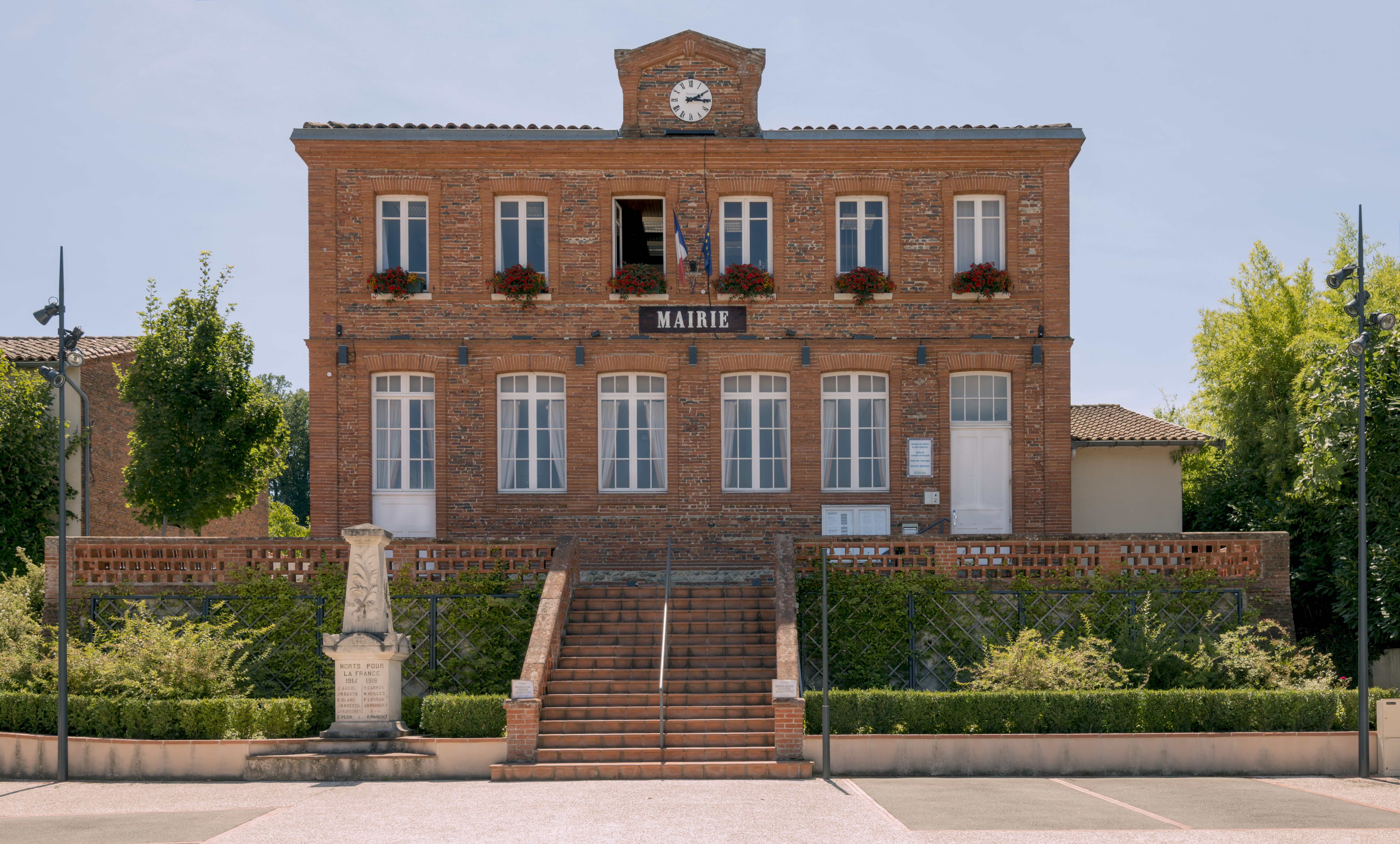
Ratusz
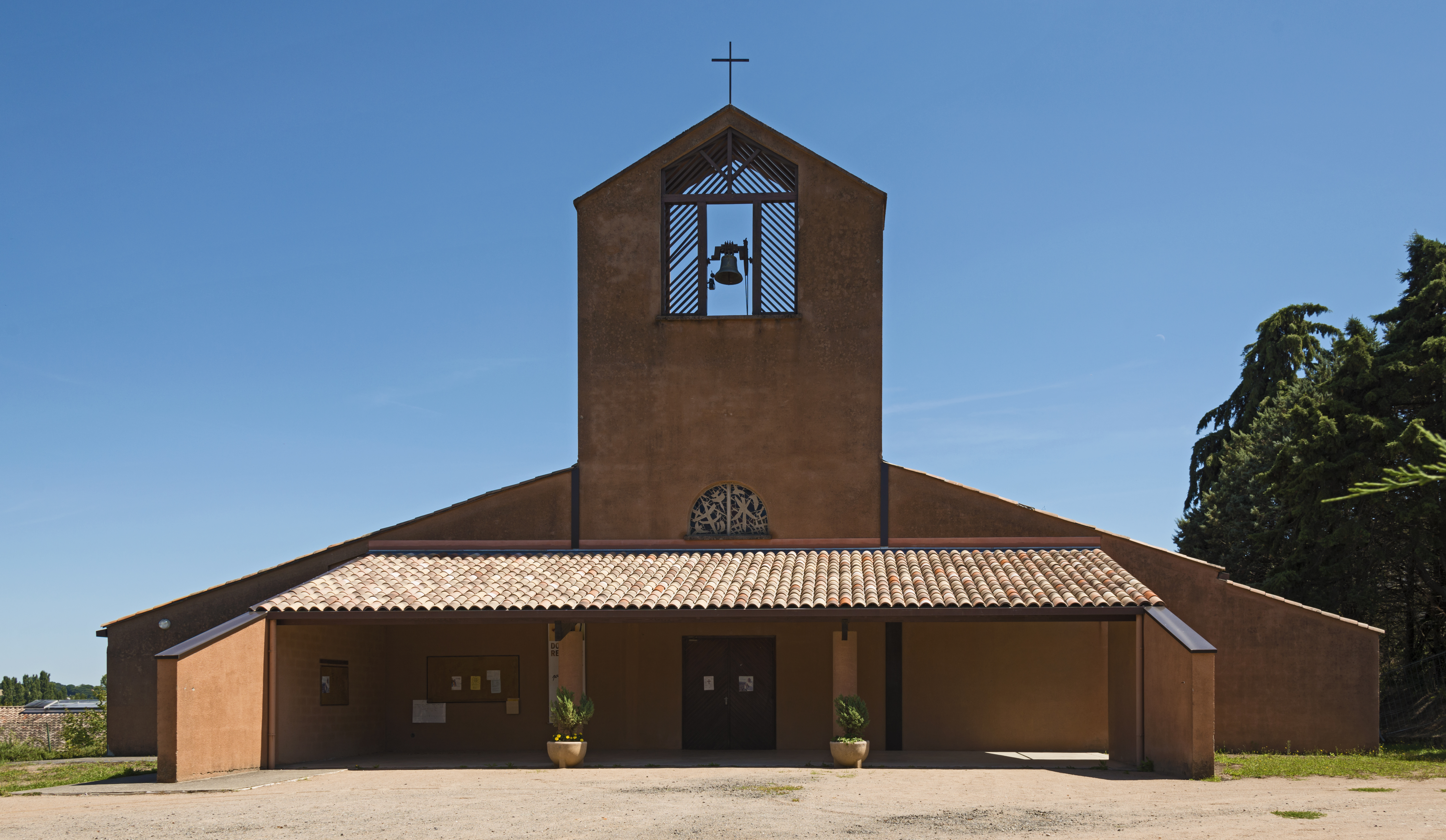
Kościół Saint Martial